# وزغ پاکوتاه چوآنان
وزغ پاکوتاه چوآنان (نام علمی: Brachytarsophrys chuannanensis) نام یک گونه از تیره قورباغه‌های خاشاک است.